# Cephalothrix armata
Cephalothrix armata är en djurart som tillhör fylumet slemmaskar, och som beskrevs av Ulyanina 1870. Cephalothrix armata ingår i släktet Cephalothrix och familjen Cephalothricidae. Inga underarter finns listade i Catalogue of Life.